# جيل هيثرنجتون
جيل هيثرنجتون (بالإنجليزية: Jill Hetherington)‏ مواليد 27 أكتوبر 1964 في برامبتون، هي لاعبة كرة مضرب كندية سابقة بدأت مسيرتها كمحترفة سنة 1983 وكانت تلعب باليد اليمنى، اعتزلت اللعب في 1997. أعلى تصنيف لها في الفردي كان المركز الـ 64 في سنة 1988. أعلى تصنيف لها في الزوجي كان المركز الـ 6 في سنة 1989. سبق أن شاركت في دورة الألعاب الأولمبية الصيفية.

## النهائيات

### نهائيات البطولات الكبرى

#### الزوجي: 2 (الوصافة 2)
| الحصيلة | السنة | البطولة                     | الشريك      | المنافس                        | النتيجة       |
| ------- | ----- | --------------------------- | ----------- | ------------------------------ | ------------- |
| الوصافة | 1988  | بطولة أمريكا المفتوحة للتنس | باتي فينديك | جيجي فرنانديز روبن وايت (تنس)  | 6–4, 6–1      |
| الوصافة | 1989  | أستراليا المفتوحة           | باتي فينديك | مارتينا نافراتيلوفا بام شرايفر | 3–6, 6–3, 6–2 |

#### الزوجي المختلط: 1 (الوصافة 1)
| الحصيلة | السنة | البطولة        | الشريك            | المنافس                    | النتيجة             |
| ------- | ----- | -------------- | ----------------- | -------------------------- | ------------------- |
| الوصافة | 1995  | فرنسا المفتوحة | جون لافني دي ياخر | لاريسا نيلاند تود وودبريدج | 7–6(10–8), 7–6(7–4) |

## روابط خارجية
- جيل هيثرنجتون على موقع رابطة محترفات التنس (الإنجليزية)
- جيل هيثرنجتون على موقع الاتحاد الدولي لكرة المضرب (الإنجليزية)
- جيل هيثرنجتون على موقع كأس بيلي جين كينغ (الإنجليزية)
- جيل هيثرنجتون على موقع خلاصة التنس.كوم (الإنجليزية)
- جيل هيثرنجتون على موقع اللجنة الأولمبية الدولية (الإنجليزية)
- جيل هيثرنجتون على موقع أوليمبيديا (الإنجليزية)